# Diocesi di Latopoli
La diocesi di Latopoli (in latino Dioecesis Latopolitana) è una sede soppressa e sede titolare della Chiesa cattolica.

## Storia
Latopoli, corrispondente alla città di Esna nell'odierno Egitto, è un'antica sede episcopale della provincia romana della Tebaide Seconda nella diocesi civile d'Egitto. Faceva parte del patriarcato di Alessandria ed era suffraganea dell'arcidiocesi di Tolemaide.
Diversi sono i vescovi noti di questa antica sede bizantina, anche se spesso gli autori moderni confondono i vescovi di questa diocesi con quelli della quasi omonima diocesi di Letopoli.
Nella lettera festale XIX di Atanasio di Alessandria, del 347, vengono riportati i nomi di vescovi deceduti di diverse sedi egiziane e i nomi di coloro che furono nominati al loro posto. Per la sede di Latopoli al defunto Ammonio succedette il vescovo Mouis, che le fonti latine hanno trascritto in Masius. Ammonio è noto per le sue relazioni non facili con san Pacomio, fondatore del cenobitismo egiziano, nativo di Latopoli. Un vescovo di nome Mouis si trova sulla lista di coloro che sottoscrissero gli atti del concilio di Sardica del 343/344 e lo stesso era presente al sinodo celebrato a Latopoli nella primavera del 347, in occasione del quale alcuni vescovi manifestarono una posizione ostile verso il cenobitismo di san Pacomio. Mouis di Latopoli è menzionato da sant'Atanasio come esempio di virtù; infine un Mouis di Tebaide è menzionato in occasione di una persecuzione del 356, durante la quale fu esiliato a Ammoniace. Secondo Annick Martin, tutte queste citazioni riguarderebbero lo stesso vescovo di Latopoli.
Due altri vescovi bizantini si attribuiscono a Latopoli agli inizi del V secolo, menzionati nella lettera pasquale di Teofilo di Alessandria del 404, in cui fa memoria del defunto vescovo Timoteo e del suo successore Apelle. Un altro nome di vescovo è noto per questo secolo, Ruffino, nel 431.
Sono noti vescovi copti di Esna o Isnah fino alla seconda metà dell'Ottocento.
Dal 1933 Latopoli è annoverata tra le sedi vescovili titolari della Chiesa cattolica; la sede è vacante dal 12 dicembre 1964. Il titolo è stato assegnato a tre vescovi: Juan Paulo Odendahl Metz, C.M., vicario apostolico di Limón in Costa Rica; Thomas Hughes, S.M.A., vescovo dimissionario di Ondo in Nigeria; Ernest Leo Unterkoefler, vescovo ausiliare di Richmond negli Stati Uniti d'America.

## Cronotassi

### Vescovi greci
- Ammonio † (? - prima del 347 deceduto)
- Mouis (Masio) † (prima del 343/344 - dopo il 356)
- Paolo ? † (prima del 354)[3]
- Timoteo † (? - prima del 404 deceduto)
- Apelle † (404 - ?)
- Ruffino † (menzionato nel 431)

### Vescovi titolari
- Juan Paulo Odendahl Metz, C.M. † (10 febbraio 1938 - 13 gennaio 1957 deceduto)
- Thomas Hughes, S.M.A. † (1º aprile 1957 - 17 aprile 1957 deceduto)
- Ernest Leo Unterkoefler † (11 dicembre 1961 - 12 dicembre 1964 nominato vescovo di Charleston)